# کیکو آجه‌نا
کیکو آجه‌نا (انگلیسی: Keiko Agena; ژاپنی: ケイコ・アジェナ؛ زادهٔ ۳ اکتبر ۱۹۷۳) یک هنرپیشه ژاپنی-آمریکایی است.

## گزیدهٔ فیلم‌شناسی

### سینما
- درد زایمان (۲۰۰۹)

### تلویزیون
- بی‌شرم (۲۰۱۳)
- تبدیل‌شوندگان: نیمه تاریک ماه (۲۰۱۱)
- دکتر هاوس (۲۰۱۰)
- درمانگاه خصوصی (۲۰۰۷)
- تالار وحشت (۲۰۰۱)
- بخش فوریت‌های پزشکی (۱۹۹۸ و ۲۰۰۹)